# 張如嵿
張如嵿（越南语：／；1892年10月5日—1970年5月13日），越南阮朝官員。

## 生平
張如嵿是承天府豐田縣賢良總賢良社（今屬承天順化省豐田縣豐賢社賢良村）人，父親是輔政大臣張如岡，母丁氏緣。成泰四年八月十五日（1892年10月5日），張如嵿出生。維新三年（1909年），張如嵿參加承天場鄉試，考中舉人。隨後進入國學場學習。維新五年（1911年）二月，和高春育之子高春腔前往法國留學。維新八年（1914年）四月回國，補任輔政府承派，授翰林院編修銜，同年改為學部行走。维新九年（1915年），任学部员外郎。次年（1916年），任学部郎中。啟定四年（1919年），升任寧和知府。啟定七年（1922年），改任三岐知府。啟定九年（1924年），任兵部郎中。保大元年（1926年），任護城副使。保大三年（1928年），升兵部侍郎。保大八年（1933年）正月，升任戶部參知。同年四月，保大帝改革內閣，戶部改為財政部，張如嵿繼續擔任參知。保大十一年（1936年），改任富安巡撫。保大十七年四月（1942年5月15日），升任經濟部尚書，授协佐大学士，充機密院大臣。保大二十年（1945年）正月，日軍發動三九政變，兩天后保大帝宣佈“獨立”，成立“越南帝國”，並改革內閣。張如嵿被免去尚書職務。
1970年5月13日（陰曆四月九日），張如嵿在順化家中去世。
張如嵿位于今黎聖宗路117号。

## 家庭
維新九年（1915年），張如嵿娶高春育第七女高氏艷為妻，生2子5女。